# Atheta tubericauda
Atheta tubericauda är en skalbaggsart som beskrevs av Max Bernhauer 1909. Atheta tubericauda ingår i släktet Atheta och familjen kortvingar. Inga underarter finns listade i Catalogue of Life.